# Рисові тераси Хунхе-Хані

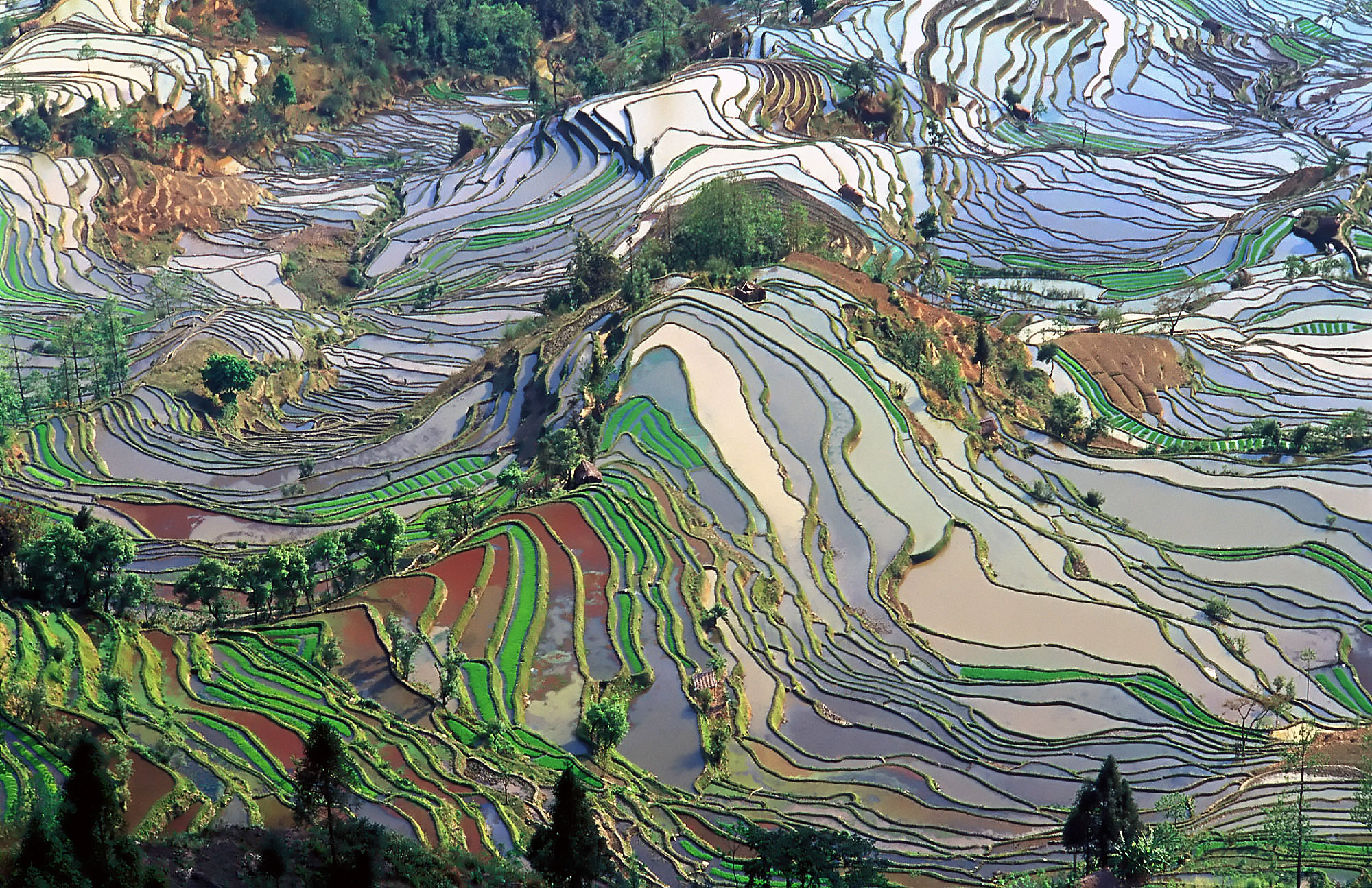
Рисові тераси в Юньнані

Рисові тераси Хунхе-Хані — система терас для вирощування рису, розташована в Хунхе-Хані-Їській автономній префектурі провінції Юньнань (КНР). 22 червня 2013 року рисові тераси Хунхе-Хані були занесені до списку об'єктів світової спадщини ЮНЕСКО.
Уже з 2003 року ці рисові тераси перебували під охороною ЮНЕСКО як буферна зона об'єкту світової спадщини національного парку Три паралельні річки.

## Розташування
Розташовані в південно-китайській провінції Юньнань рисові тераси Хунхе-Хані налічують більше 1300 років. Місцеві жителі до сьогодні вирощують на цих терасах рис.
Рисові тераси простяглися по всьому південному березі річки Хонгха, найвідоміші рисові тераси знаходяться в районі Юаньян, де вони займають площу 12,6 тисяч га (близько 126 км²). Юаньян має особливо вологий клімат, дуже добрий для вирощування рису.

## Культура рисових терас

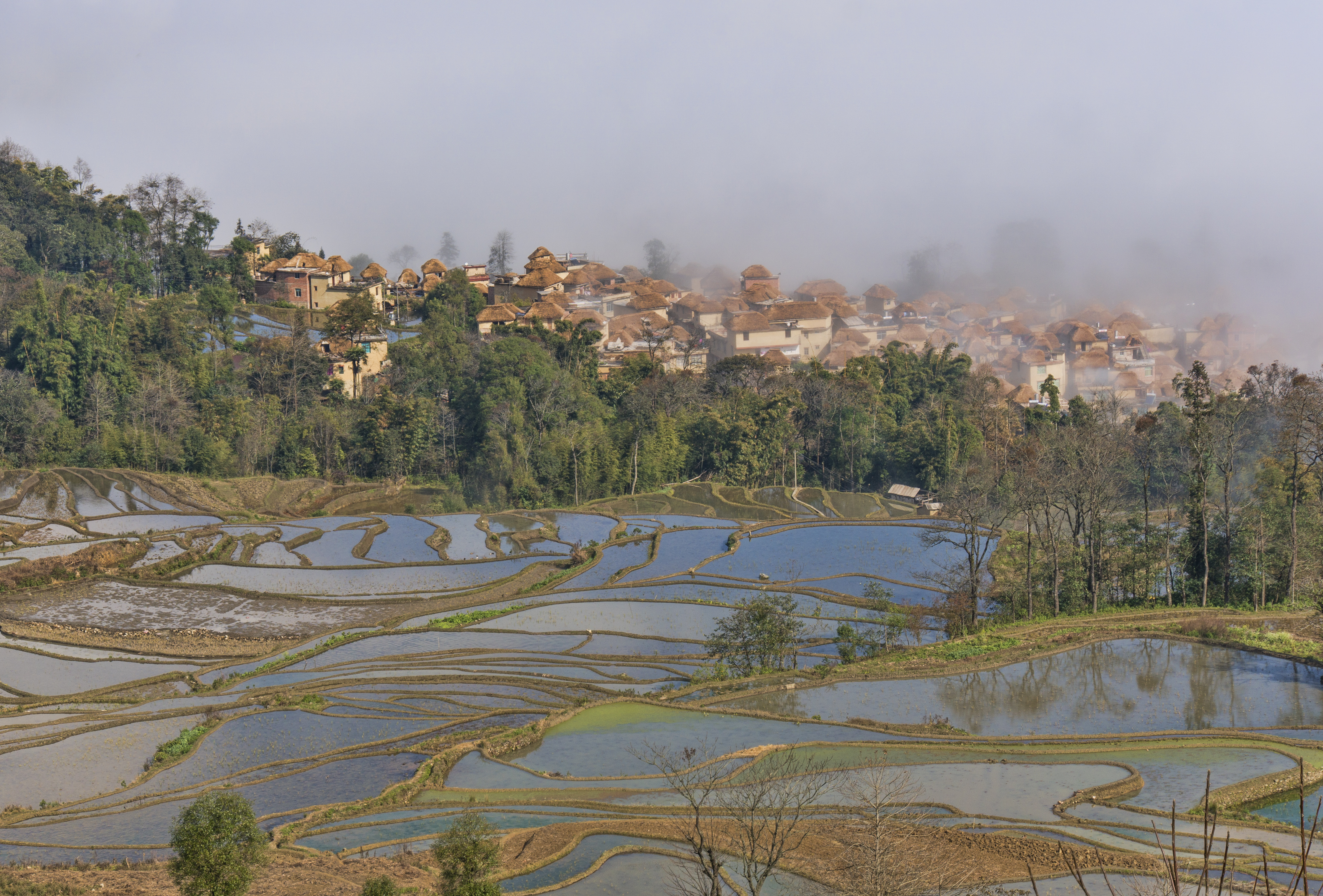
Рисові тераси в Бада

Близько 2000 років тому пращури етносу хані оселилися на берегах річки Хонгха в Юньнані й заклали на прибережних схилах перші рисові тераси. Згодом було розбудовано велику мережу зрошувальних каналів, завдяки яким селяни використовували для своїх полів дощову воду з гір.
Водночас на рисових терасах почали розводити рибу, що мала там достатньо води та корму (водні рослини та комахи). Завдяки рибам рис одержував природне добриво.
Протягом багатьох століть селяни хані культивували в такий спосіб рис, намагаючись дотримуватися рівноваги між природою та потребами людини.